# Massimiliano Martinelli
Massimiliano Martinelli (San Giovanni in Persiceto, 22 aprile 1816 – Bologna, 17 ottobre 1893) è stato un magistrato, notaio e politico italiano.
Fu senatore del regno d'Italia dalla XII legislatura.
Collaborò al settimanale Amministrazione diretto da Antonio Zanolini.
È sepolto nella Sala del Colombario della Certosa di Bologna.